# Vélytsk
Vélytsk (ucraniano: Ве́лицьк; polaco: Wielick) es un municipio rural y pueblo de Ucrania perteneciente al raión de Kóvel de la óblast de Volinia.
En 2022 el municipio tenía una población de 4000 habitantes, de los que unos seiscientos vivían en la capital municipal y el resto repartidos en once pedanías. El municipio fue fundado en 2015 mediante la fusión de los consejos rurales de Vélytsk, Mélnytsia, Pidrizhia y Siltsé. Además de estos cuatro pueblos, pertenecen al actual municipio otros ocho: Arsenóvychi, Kashivka, Kryvlyn, Kujarí, Myryn, Pidlisy, Rudka-Mýrynska y Uhly.
Se ubica unos 10 km al este de Holoby.

## Historia
Se conoce la existencia del pueblo en documentos desde 1619. En el Imperio ruso fue sede de una vólost en el uyezd de Kóvel de la gobernación de Volinia. Antes de la fundación del actual municipio en la reforma territorial de 2015-2020, Vélytsk era sede de un consejo rural que únicamente incluía como pedanía a Kujarí.